# Local Area Network

Ethernet.

Token Ring.

Local area network, förkortat LAN, eller lokalt nätverk på svenska, är ett sammankopplat datornätverk där resurser som exempelvis servrar, internetuppkoppling och skrivare delas gemensamt.
LAN är ofta begränsat till en byggnad, eller möjligen en del av eller en grupp av byggnader, och som använder ett kommunikationsprotokoll i datalänksskiktet, till exempel Ethernet. Över detta körs sedan ett nätverksprotokoll, till exempel IP i nätverksskiktet. Ett LAN är ofta begränsat till ett eller få subnät och har ett begränsat antal anslutningar mot omvärlden via en eller flera routrar.
LAN består rent fysiskt av:
- Nätverkskort som man sätter i alla datorer (ofta integrerat på moderkortet).
- Kablar, ofta av partvinnad typ, så kallade TP-kablar.
- Hubbar (kopplingsdosor, analoga mot elektricitetens grenuttag).
- Switchar (kan filtrera trafiken på låg nivå).
- Routrar och Gateway:ar som kan skicka vidare trafik till andra nät.

och ibland räknar man i LAN:et även in:
- En eller flera servrar för filer, e-post, media, intranät och liknande.